# Star One C1
Star One C1 ist ein geostationärer Kommunikationssatellit der brasilianischen Satellitenkommunikationsfirma Star One, einem Tochterunternehmen von Embratel (80 %) und GE International Holdings (20 %). Er soll teilweise die Aufgaben von Brasilsat B2 übernehmen und Südamerika mit Hochgeschwindigkeitsinternet- und Multimediadiensten versorgen.

## Geschichte
Star One C1 wurde am 14. November 2007 um 22:06 UTC zusammen mit dem Satelliten Skynet 5B mit einer Ariane 5 ECA in eine geostationäre Umlaufbahn gebracht und bei 65° West positioniert. Der Start war eigentlich für den 9. November geplant, verzögerte sich aber aufgrund eines Problems an der Rakete.
Star One C1 wurde bei Thales Alenia Space gebaut und basiert auf der dreiachsenstabilisierten Spacebus 3000 B3 Plattform. Er besitzt 28 C-Band (für Lateinamerika), 14 Ku-Band (für Brasilien, Mexiko und Süd Florida) und einen X-Band Transponder. Sein Gewicht beim Start betrug etwa 4.100 Kilogramm und die elektrische Leistung wird mit 10,5 kW angegeben. Seine geplante Lebensdauer beträgt 15 Jahre.
Der baugleiche zweite Satellit dieses Typs (STAR One C2) wurde am 18. April 2008 ebenfalls mit einer Ariane 5 zusammen mit Vinasat 1 gestartet und auf eine Position 65,0° West gebracht. Er soll ebenfalls Kommunikations- und Multimediadienste sowie Breitbandinternet für Südamerika bieten.